# Arroyo Mataperros Grande
Der Arroyo Mataperros Grande ist ein Fluss in Uruguay.
Er entspringt im Norden des Departamento Salto an der Grenze zum Nachbardepartamento Artigas südöstlich der Quelle des Arroyo Cuaró Grande. Von dort verläuft er in südliche Richtung und mündet schließlich als rechtsseitiger Nebenfluss in den Río Arapey. Sein wichtigster Nebenfluss ist der Arroyo Mataperros Chico.